# Goč (montagne)
Pour les articles homonymes, voir Goč.
Le mont Goč (en serbe cyrillique : Гоч) est une montagne du centre-sud de la Serbie. Son point culminant, le pic de Krnja jela, s'élève à une altitude de 1 127 m. Il se trouve au nord de l'ensemble montagneux du Kopaonik.

## Géographie et géologie

### Topographie et hydrologie
Le mont Goč est situé au sud de la Zapadna Morava et au sud-ouest de la station thermale de Vrnjacka Banja, à 200 km au sud de Belgrade et à 31 km au sud de Kraljevo. Il est à l'origine de nombreux ruisseaux et rivières qui se jettent dans la Zapadna Morava au nord et dans la rivière Rasina au sud.

### Géologie
Pour l'essentiel, le mont Goč est composé d'ardoise cristalline et de serpentine.

### Flore
Le mont Goč est couvert de hêtres et de sapins. On y trouve également des pins et des chênes. La montagne est particulièrement connue pour ses fraises sauvages.

## Histoire
Sur le mont Goč se trouve un ancien cimetière romain. On y a extrait du fer à l'époque de la dynastie serbe des Nemanjić. 

## Tourisme
La montagne abrite un centre touristique appelé Dobre vode (en serbe cyrillique : Добре воде), les « Bonnes eaux » ; le complexe comprend un hôtel, deux pistes de ski de fond, dont une de 300 m pour les enfants et les débutants. On peut y pratiquer aussi le ski alpin.
Avec cinq parcours balisés, la montagne est aménagée pour la randonnée.